# Beechcraft Twin Bonanza
El Beechcraft Model 50 Twin Bonanza fue un pequeño avión bimotor designado por Beechcraft como transporte ejecutivo para el mercado de los empresarios. Este fue diseñado para llenar una brecha en la línea de productos Beechcraft entre la aeronave monomotor Model 35 Bonanza y el más grande Model 18. El Twin Bonanza es alrededor de un 50% más grande que el Bonanza, posee unos motores más potentes, y es significativamente más pesado, mientras en sus primera variante tenía solo la mitad de la capacidad de pasajeros del Model 18.

## Desarrollo
El avión monomotor Bonanza es uno de los aviones de más éxito de la historia de la aviación civil, en producción desde 1947. Como en el caso de algunos otros aviones ligeros, se desarrolló un derivado bimotor para incrementar su rendimiento, pero esta aeronave fue el Model 95 Travel Air (y luego el Model 95-55 Baron, sus descendientes continúan en producción hasta estos días como el Model G58). El Twin Bonanza no es un verdadero derivado bimotor del Bonanza, debido a que su cabina es más ancha y larga, sin embargo, este usa algunos de los componentes del Bonanza, como lo hizo el Travel Air (el cual fue un derivado más cercano desarrollado luego).
El Twin Bonanza voló por primera vez el 15 de noviembre tras un rápido desarrollo, el cual había comenzado solo en abril y su producción comenzó el mismo año. El Ejército de los Estados Unidos adoptó el Twin Bonanza como el transporte utilitario L-23 Seminole, haciéndolo el más grande avión de ala fija en el inventario para ese tiempo. De acuerdo con Ralph Harmon, el diseñador de aeronaves, durante el vuelo de demostración inicial para el Ejército, el piloto de pruebas, Claude Palmer, lo estrelló mientras trataba de aterrizar sobre una línea triple llena de soldados y sacos de arena. Todos los que viajaban a bordo salieron por sí mismos del avión tras el accidente. El Ejército estaba impresionado con la fortaleza estructural del Twin Bonanza, y finalmente adquirió 216 de las aproximadamente 994 unidades producidas.

## Diseño
El Twin Bonanza es un monoplano de cabina cerrada de ala baja cantiléver totalmente metálico, inicialmente equipado con dos motores de pistón Lycoming GO-435 montados en las alas, cada uno con una hélice bipala. La cabina tiene espacio para seis personas en asientos de banco, tres en el frente y tres en la parte trasera, con acceso por una puerta lateral en el lado derecho. Para acceder a la puerta, se usa una escalera retráctil de tres escalones. El Twin Bonanza tiene un tren de aterrizaje triciclo con la rueda delantera retrayéndose hacia atrás y las patas principales retrayéndose parcialmente en las góndolas motoras, quedando expuestos los neumáticos para ayudar en el caso de realizar un aterrizaje con las ruedas arriba.

## Variantes

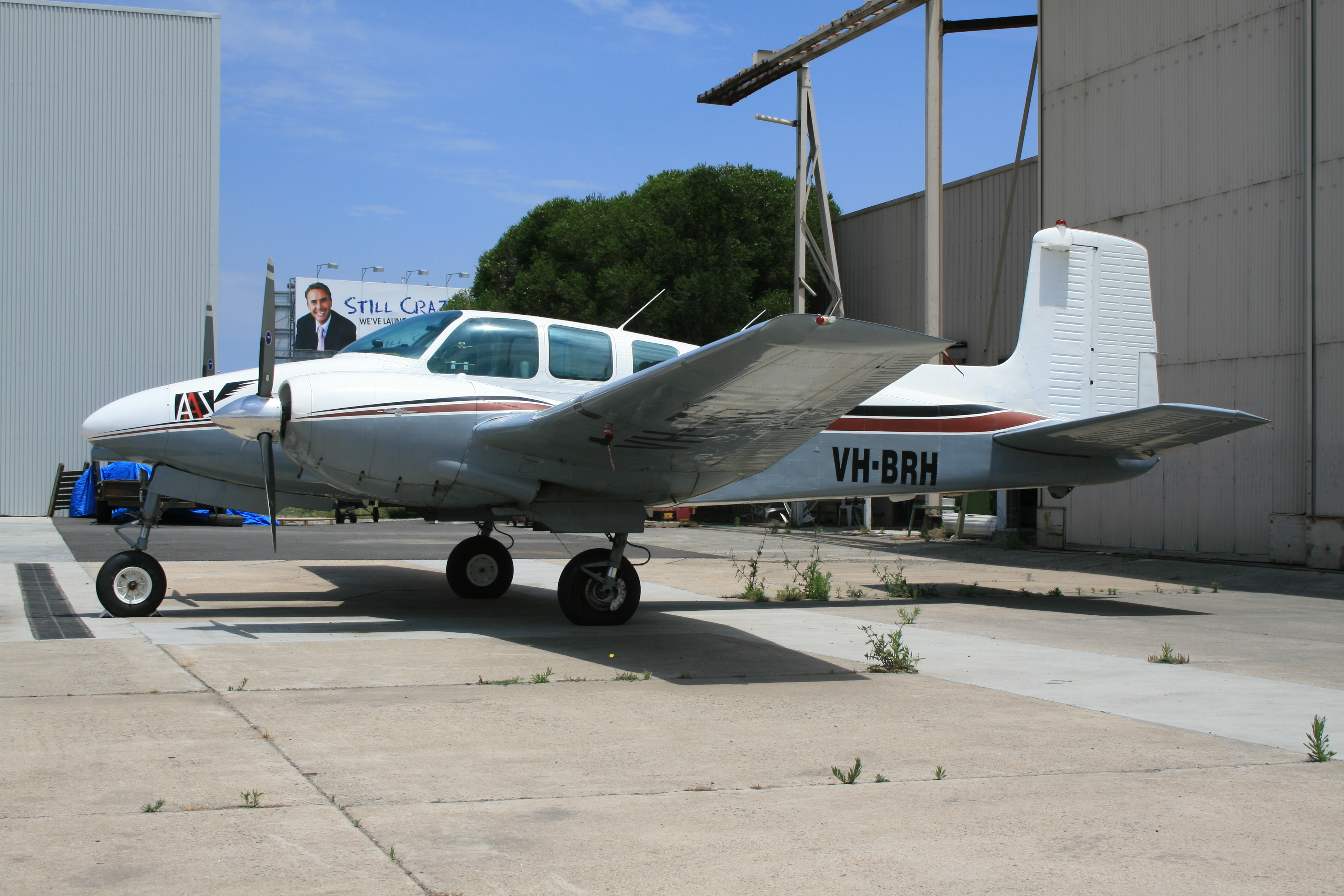
Beechcraft J50 Twin Bonanza.

Model 50
Versión de producción inicial equipada con dos motores Lycoming GO-435-C2, 13 construidos (seis para el Ejército estadounidense, el resto versiones civiles, con los dos primeros números de producción destinados a evaluación de fábrica). En 2010, sólo un Model 50 continúa registrado y volando (número de serie H-7).
Model B50
Model 50 mejorado con peso al despegue aumentado, ventanas de cabina extra y calefacción de cabina mejorada, 139 construidos (40 para el Ejército estadounidense).
Model C50
Reemplazó al B50; equipado con motores Lycoming GO-480-F1A6 de 275 hp, 155 construidos (uno a la Fuerza Aérea de los Estados Unidos).
Model D50
Reemplazó al C50; equipado con motores Lycoming GO-480-G2C6 de 295 hp, 154 construidos (seis al Ejército estadounidense).
Model D50A
D50 mejorado, equipado con motores GO-480-G2D6, 44 construidos.
Model D50B
D50A mejorado con nuevos escalones de los pasajeros y área de equipaje mejorada, 38 construidos.
Model D50C
D50B mejorado con puerta de entrada de estribor con escalerilla incorporada, aire acondicionado mejorado, área de equipaje mayor, 64 construidos.
Model D50E
D50C mejorado con ventana extra de babor, ventana trasera de estribor cuadrada, morro puntiagudo y motores Lycoming GO-480-G2F6 de 295 hp, 47 construidos.
Model E50
Versión sobrealimentada del D50; con peso al despegue aumentado y motores sobrealimentados GSO-480-B1B6 de 340 hp, 181 construidos (la mayoría al Ejército estadounidense).
Model F50
Versión sobrealimentada del D50A con motores GSO-480-B1B6, 26 construidos incluyendo uno convertido al estándar G50.
Model G50
Versión sobrealimentada del D50B con motores IGSO-480-A1A6 de 340 hp, capacidad de combustible y peso al despegue incrementados, una conversión desde F50 más 23 construidos.
Model H50
Versión sobrealimentada del D50C con peso al despegue incrementado y motores IGSO-480-A1A6, 30 construidos.
Model J50
Versión sobrealimentada del D50E con motores IGSO-480-A1B6 de 340 hp y peso al despegue aumentado, 27 construidos.
Excalibur 800
Una modificación diseñada originalmente por Swearingen Aircraft y tomada por la Excalibur Aviation Company que remotoriza al Twin Bonanza con dos motores opuestos Avco Lycoming IO-720-A1A de 400hp (298kW) en unas nuevas capotas y sistema de escape revisado. También están disponibles otras mejoras.
L-23 Seminole
Versión militar.
SFERMA PD-146 Marquis
El prototipo de la conversión SFERMA SF-60 Marquis Baron, equipado con dos motores turbohélice Turbomeca Astazou IIA.

## Operadores militares
Chile
Fuerza Aérea de Chile: 5 x C50, 4 x D50.
 Colombia
Fuerza Aérea Colombiana: 1 x D50.
 Jordania
Real Fuerza Aérea Jordana: 1 x F50.
 Marruecos
Real Fuerza Aérea Marroquí.
 Suiza
Fuerza Aérea Suiza: 3 x E50.
 Uruguay
Fuerza Aérea Uruguaya.

## Especificaciones (D50)
Referencia datos: Jane's All The World's Aircraft 1956–57

### Características generales
- Tripulación: Uno (piloto).
- Capacidad: Cinco pasajeros.
- Longitud: 9,6 m
- Envergadura: 13,78 m
- Altura: 3,44 m
- Superficie alar: 25,73 m²
- Peso vacío: 1805,75 kg
- Peso máximo al despegue: 2857,63 kg
- Planta motriz: 2× motor bóxer de 6 cilindros refrigerado por aire Lycoming GO-480-C206.
  - Potencia: 219,98 kW (295 hp) cada uno.

### Rendimiento
- Velocidad nunca excedida (Vne): 344,4 km/h a 762 m
- Velocidad crucero (Vc): 326,7 km/h a 2133,6 m (70% de potencia)
- Alcance: 2655,42 km a 3048 m y 260 km/h
- Techo de vuelo: 6096 m (20000 pies)
- Régimen de ascenso: 7,4 m/s (1450 pies/min)

### Desarrollos relacionados
- L-23/U-8 Seminole
- Beechcraft Travel Air
- Beechcraft Queen Air
- Beechcraft King Air

### Aeronaves similares
- Aero Commander 500
- Cessna 401
- Piper PA-31 Navajo
- Piper Aerostar

### Secuencias de designación
- Secuencia Numérica (interna de Beechcraft): ← 40 - 45 - 46 - 50 - 55 - 56 - 58 →